# Марани, Мануэль
Мануэль Марани (итал. Manuel Marani; род. 7 июня 1984) — футболист из Сан-Марино. В настоящее время играет нападающим за Русси, но, первоначально, за национальную футбольную команду Сан-Марино.

## Карьера
7 февраля 2007 года Марани забил свой первый мяч за команду Сан-Марино против ирландской сборной. Победа над Ирландией была самым высоким результатом для Сан-Марино, а именно — третье поражение в соревновательном матче и второе против высокопоставленной команды (первый — против Турции, второй — против Латвии). Тем не менее, ирландский полузащитник С. Айрленд забил гол за несколько секунд до окончания матча. Марани также второй игрок, который забил более одного гола за Сан-Марино, после А. Сельва.

### Забитые мячи
| # | Число голов     | Место матча                                 | Оппоненты | Счёт | Итог матча | Соревнование                     |
| - | --------------- | ------------------------------------------- | --------- | ---- | ---------- | -------------------------------- |
| 1 | 7 февраля 2007  | Олимпийский стадион, Серравалле, Сан-Марино | Ирландия  | 1-1  | 1-2        | Чемпионат Европы по футболу 2008 |
| 2 | 14 августа 2012 | Олимпийский стадион, Серравалле, Сан-Марино | Мальта    | 1-0  | 2-3        | Товарищеский матч                |